# جنگ صلیبی ونیزی
جنگ صلیبی ونیزی، اردوکشی‌ای به سرزمین مقدس از سوی جمهوری ونیز در میان سال‌های ۱۱۲۲ تا ۱۱۲۴ میلادی بود که به تسخیر شهر صور انجامید.
این جنگ یکی از مهم‌ترین پیروزی‌های پادشاهی اورشلیم در آغاز دوره‌ای تاریخی بود که به بیشترین میزان گسترشش در هنگام فرمانروایی بالدوین دوم دست یافته بود. ونیزی‌ها موفق شدند تا امتیازات تجاری ارزشمندی را در صور به‌دست آورند. ونیزی‌ها در هنگام رفتن به سرزمین مقدس و همچنین در مسیر بازگشتنشان، با تاخت‌وتاز در سرزمین‌های امپراتوری بیزانس، آنان را وادار به پذیرش توسعهٔ امتیازات تجاری‌شان با امپراتوری کردند.

## تدارکات
بالدوین دوم برادر زادهٔ بالدوین یکم پادشاه اورشلیم و همچنین کنت ادسا در بین سال‌های ۱۱۰۰ تا ۱۱۱۸ بوده‌است. در سال ۱۱۱۸، عمویش درگذشت و او به عنوان پادشاه اورشلیم بر تخت نشست. در نبرد زمین خونین، که در نزدیکی سرمدا و در ۲۸ ژوئن ۱۱۱۹ روی داد، فرانک‌ها شکست سنگینی از ایلغازی حاکم ماردین خوردند. پس از آن سال، بالدوین دوباره کنترل برخی از سرزمین‌ها را بازپس‌گرفت، اما فرانک‌ها به شدت تضغیف شده بودند. بالدوین از پاپ کالیکتوس دوم درخواست کمک نمود؛ و پاپ این درخواست کمک را به جمهوری ونیز واگذار کرد.
شرایط جنگ صلیبی از راه مذاکره بین نمایندگان بالدوین دوم و دوک ونیز، مورد پذیرش قرار گرفت. هنگامی که ونیزی‌ها تصمیم به مشارکت در جنگ گرفتند، پاپ کالیکتوس دوم نشان پاپی خود را برای تأیید نمودن این اقدام برایشان فرستاد، در نخستین شورای لاتران او تأیید نموده بود که ونیزی‌ها نیز از امتیازات جنگ‌صلیبی برخوردار خواهند بود که شامل، بخشش گناهانشان نیز می‌شد. کلیسا همچنین حمایتش را به اموال و خانواده‌های جنگجویان صلیبی گسترش داد.
در سال ۱۱۲۲، دُج ونیز، دمینیکو میشیل، جنگ صلیبی دریایی را آغاز نمود. ناوگان ونیزی شامل بیش از ۱۲۰ کشتی می‌شد و بیش از ۱۵۰۰۰ مرد جنگی را حمل می‌کرد، تالاب ونتزیا را در ۸ اوت ۱۱۲۲ ترک کردند. به نظر می‌رسد این نخستین باری بود که در جنگ‌های صلیبی، شوالیه‌ها، اسب‌هایشان را نیز با خود به همراه می‌آوردند. آنان کورفو را که در مالکیت امپراتوری بیزانس بود بخاطر درگیری بر سر امتیازات تجاری تسخیر کردند. در ۱۱۲۳ بالدوین دوم بوسیلهٔ بیگ ماردین و امیر حلب، اسیر شد و در خارپوت زندانی‌شد. Eustace Graverius به عنوان نایب‌السلطنه اورشلیم برگزیده‌شد. ونیزی‌ها با شنیدن این اخبار، محاصرهٔ کورفو را رها کردند و خود را در ماه مه ۱۱۲۳ به سواحل فلسطین رساندند.

## نبرد یافا

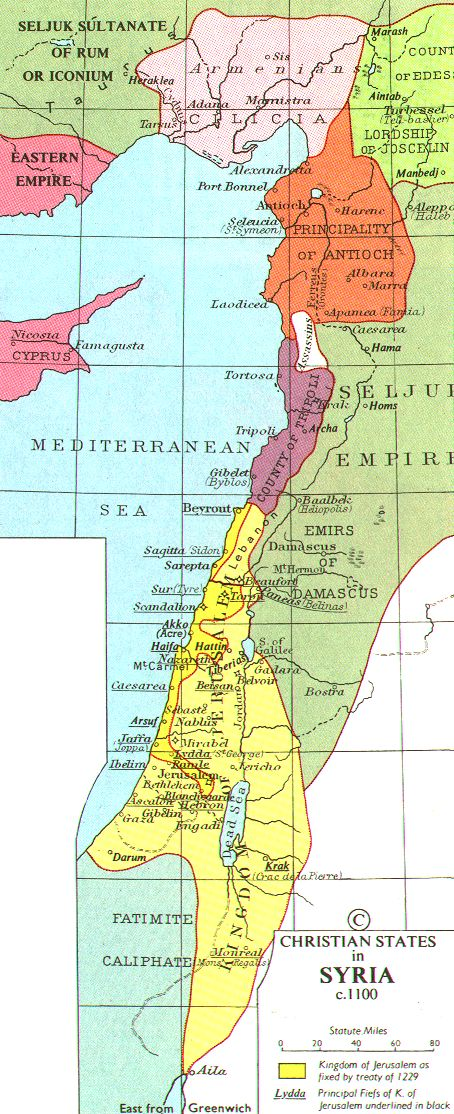
قلرو صلیبیون در حدود سال ۱۱۰۰ میلادی

ناوگان ونیزی در اواخر ماه مه به بندر عکا رسیدند و در آنجا بود که از نزدیک شدن ناوگان فاطمیان آگاه شدند؛ این ناوگان کعه از صد شناور تشکیل شده بود بسوی اشکلون در حرکت بود تا به یاری امیر بلک که در محاصره قرار داشت بشتابد؛ بنابراین ناوگان ونیزی به سوی جنوب به راه افتاد و دُج میشیل، ناوگان را به دو دستهٔ ضعیف‌تر و قوی‌تر تقسیم نمود و آرایش کشتی‌ها را به گونه‌ای قرار داد که نیروهای ضغیف‌تر در پیشاپیش کشتی حرکت نمودند و در پشتشان نیروی قوی‌تر قرار گرفت؛ و هدف آنان نابودی ناوگان اشکلون تعیین شد. با رویارو شدن ناوگان مصری‌ها به دام افتادند و با دیدن ناوگان ضغیف ونیزی‌ها و به گمان یک پیروزی آسان از اشکلون دور شدند و ناگهان خود را در محاصرهٔ ناوگان ونیزی که شمارشان از آنان بیشتر بود یافتند. نزدیک به ۴۰۰۰ نفر از مصریان از جمله فرمانده‌شان کشته و  همچنین ۹ کشتی به تصرف ونیزی‌ها درآمد؛ ونیزی در مسیر بازگشت به سوی عکا نیز ۱۰ کشتی تجاری دیگر به همراه اموال ارزشمندشان را نیز به تصرف درآوردند. هردوی، فولچر شاتری (Book III/20) و ویلیام صوری (Book XII/22-23) این وقایع را ثبت کرده‌اند.

## محاصره صور
پس گفتگوها و تصمیمات ونیزی‌ها و صلیبیون سرانجام سپاه آنان در ۱۵ فوریه ۱۱۲۴ محاصره صور را آغاز کردند. شهر صور تا پیش از این در کنترل فاطمیان قرار داشت ولی با ضعف نیروی دریایی فاطمیان، آنان کنترل این شهر را رها و آن را به طغتکین، اتابک دمشق واگذار کردند.
شهر صور تنها توسط یک باریکه از خشکی که در زمان اسکندر ساخته شده بود به خشکی متصل بود و دارای دیوارها و استحکامات خوبی بود. تنها نقطهٔ ضعف شهر عدم وجود منبع آبی در شهر و اتکای آن به کاریزی در بیرون دیوارهای شهر بود که پس از رسیدن صلیبیون قطع گشت. گرچه به دلیل بارش‌های باران زیاد زمستان آن سال، آب انبارهای شهر پر بودند و شهر به زودی با کمبود آب مواجه نمی‌شد.
صلیبیون در باغات اطراف شهر اردو زدند و ونیزی‌ها نیز همراه با کشتی‌هایشان ساحل را به تصرف درآورده و اجازهٔ نزدیک شدن هیچ کشتی‌ای را به بندرگاه شهر نمی‌دادند. محاصره تا پس از بهار و اوایل تابستان ادامه داشت. در این مدت صلیبیون از راه باریکهٔ خشکی به دفعات زیاد به استحکامات شهر یورش بردند و مدافعان نیز با وجود اندکی نفراتشان، به شدت از شهر دفاع می‌کردند. با پایان ماه ژوئن و درحالی که کمکی از سوی طغتکین یا فاطمیان برای مدافعان نرسیده بود، آنان در حال ورود به وضعیت کمبود آب و غذا بودند و تعداد زیادی از آنان نیز کشته شده بودند. سرانجام طغتکین تصمیم به تسلیم شهر گرفت و با فرستادن نماینده‌ای به اردوی صلیبیون شهر را به شرط امان یافتن جان و مال اهالی آن تسلیم نمود.
شهر در ۷ ژوئیه ۱۱۲۴ تسلیم شد و پرچم پادشاه بر فراز دروازهٔ اصلی و پرچم‌های کنت‌های طرابلس و ونیزی‌ها نیز بر برج‌های شهر به اهتزاز درآمدند. سپاه صلیبی طبق پیمان خود به غارت شهر مبادرت نکرد و شمار بسیاری از مسلمانان شهر را ترک کردند.